# Maccabi Petah-Tikva
Maillots
Le Maccabi Avshalom Ironi Petah Tikva Football Club (en hébreu : מועדון ספורט מכבי אבשלום עירוני פתח תקווה), plus couramment abrégé en Maccabi Petah-Tikva, est un club israélien de football fondé en 1912 et basé dans la ville de Petah Tikva.

## Historique
- 1912 : fondation du club
- 2004 : 1re participation à une Coupe d'Europe (C3, saison 2004/05)

## Bilan sportif

### Palmarès
| Compétitions nationales | Compétitions internationales            | |
| --- | --------------------------------------- | --- |
| \| - Championnat d'Israël : - Vice-champion : 1951-1952, 1953-1954 et 2004-2005. - Coupe d'Israël (3) : - Vainqueur : 1935, 1952, 2024. - Finaliste : 1939, 2000-2001 et 2019-2020. - Coupe de la Ligue (4) : - Vainqueur : 1994-1995, 1999-2000, 2003-2004 et 2015-2016. \| \| - Championnat d'Israël de deuxième division (6) : - Champion : 1968-1969, 1971-1972, 1990-1991, 2012-2013, 2019-2020 et 2022-2023. - Vice-champion : 1967-1968 et 1977-1978. - Coupe de la Ligue de deuxième division (2) : - Vainqueur : 1989-1990 et 1990-1991. - Supercoupe d'Israël : - Finaliste : 2024. \| | - Coupe Intertoto : - Finaliste : 2006. | |
| - Championnat d'Israël : - Vice-champion : 1951-1952, 1953-1954 et 2004-2005. - Coupe d'Israël (3) : - Vainqueur : 1935, 1952, 2024. - Finaliste : 1939, 2000-2001 et 2019-2020. - Coupe de la Ligue (4) : - Vainqueur : 1994-1995, 1999-2000, 2003-2004 et 2015-2016. |                                         | - Championnat d'Israël de deuxième division (6) : - Champion : 1968-1969, 1971-1972, 1990-1991, 2012-2013, 2019-2020 et 2022-2023. - Vice-champion : 1967-1968 et 1977-1978. - Coupe de la Ligue de deuxième division (2) : - Vainqueur : 1989-1990 et 1990-1991. - Supercoupe d'Israël : - Finaliste : 2024. |

### Bilan européen
Légende
- Victoire ou qualification pour le tour suivant
- Match nul
- Défaite ou élimination de la compétition

Note : dans les résultats ci-dessous, le score du club est toujours donné en premier.
| Saison    | Compétition      | Tour             | Club                  | Domicile | Extérieur | Total     |
| --------- | ---------------- | ---------------- | --------------------- | -------- | --------- | --------- |
| 1992      | Coupe Intertoto  | Groupe 9         | Slavia Prague         | 1 - 3    | 0 - 3     | Troisième |
| 1992      | Coupe Intertoto  | Groupe 9         | Bayer Leverkusen      | 3 - 2    | 1 - 1     | Troisième |
| 1992      | Coupe Intertoto  | Groupe 9         | Maccabi Netanya       | 2 - 2    | 0 - 0     | Troisième |
| 1997      | Coupe Intertoto  | Groupe 4         | FC Cologne            | 1 - 3    | N/A       | Deuxième  |
| 1997      | Coupe Intertoto  | Groupe 4         | FC Aarau              | N/A      | 1 - 0     | Deuxième  |
| 1997      | Coupe Intertoto  | Groupe 4         | Cork City             | 0 - 0    | N/A       | Deuxième  |
| 1997      | Coupe Intertoto  | Groupe 4         | Standard de Liège     | N/A      | 0 - 0     | Deuxième  |
| 2004-2005 | Coupe UEFA       | Deuxième tour Q  | AEK Larnaca           | 6 - 0    | 3 - 1     | 9 - 1     |
| 2004-2005 | Coupe UEFA       | Premier tour     | SC Heerenveen         | N/A      | 0 - 5     | 0 - 5     |
| 2005-2006 | Coupe UEFA       | Deuxième tour Q  | Bashkimi Kumanovo     | 6 - 0    | 5 - 0     | 11 - 0    |
| 2005-2006 | Coupe UEFA       | Premier tour     | Partizan Belgrade     | 0 - 2    | 5 - 2     | 5 - 4     |
| 2005-2006 | Coupe UEFA       | Groupe B         | US Palerme            | 1 - 2    | N/A       | Cinquième |
| 2005-2006 | Coupe UEFA       | Groupe B         | Brøndby IF            | N/A      | 0 - 2     | Cinquième |
| 2005-2006 | Coupe UEFA       | Groupe B         | Lokomotiv Moscou      | 0 - 4    | N/A       | Cinquième |
| 2005-2006 | Coupe UEFA       | Groupe B         | Espanyol de Barcelone | N/A      | 0 - 1     | Cinquième |
| 2006      | Coupe Intertoto  | Deuxième tour    | Zrinjski Mostar       | 1 - 1    | 3 - 1     | 4 - 2     |
| 2006      | Coupe Intertoto  | Troisième tour   | Ethnikos Achna        | 0 - 2    | 3 - 2     | 3 - 4     |
| 2024-2025 | Ligue Europa     | Deuxième tour Q  | Sporting Braga        | 0 - 5    | 0 - 2     | 0 - 7     |
| 2024-2025 | Ligue Conférence | Troisième tour Q | CFR Cluj              | 0 - 1    | 0 - 1     | 0 - 2     |

1. ↑  En raison d'un mouvement de grève général en Israël, le match aller est annulé par l'UEFA[3].

## Personnalités du club

### Présidents
- Avi Luzon
- Amos Luzon

### Entraîneurs
| - Eliezer Spiegel (1955 - 1957) - Jack Fairbrother (1958 - 1959) - Alexander Vogel (1959 - 1960) - Eliezer Spiegel (1960 - 1961) - Eli Fuchs (1961 - 1962) - Emmanuel Scheffer (1962 - 1963) - Dror Kashtan (1991 - 1992) - Yehoshua Feigenbaum (1994 - 1995) - Moshe Sinai (1997 - 1998) - Eyal Lahman (1998 - 1999) - Yossi Mizrahi (1999 - 2001) - Eli Ohana (2001 - 2001) - Guy Luzon (2002 - 2007) - Yossi Mizrahi (2007) - Guy Luzon (2008) - Nitzan Shirazi (2008) | - Guy Azouri (2008) - Nitzan Shirazi (2008 - 2009) - Roni Levi (2009) - Freddy David (2009 - 2011) - Marco Balbul (2011) - Eyal Lahman (2011 - 2012) - Moshe Sinai (2012 - 2013) - Yitav Luzon (2013 - 2014) - Kobi Refua (2013 - 2014) - Ran Ben Shimon (2014 - 2016) - Dani Golan (2016) - Kobi Refua (2016 - 2017) - Sharon Mimer (2017 - 2018) - Elisha Levy (2018 - 2019) - Guy Luzon (2019 - déc. 2021) |

### Joueurs

#### Joueurs emblématiques
- Yossi Benayoun
- Salim Toama
- Adrian Aliaj
- Mohammed Diallo
- Siramana Dembélé
- Mickaël Marsiglia
- Johan Martial
- Sébastien Sansoni
- Prince Daye